# Lacalm
Lacalm – miejscowość i dawna gmina we Francji, w regionie Oksytania, w departamencie Aveyron. W dniu 1 stycznia 2016 roku z połączenia sześciu ówczesnych gmin – Alpuech, Graissac, Lacalm, Sainte-Geneviève-sur-Argence, La Terrisse oraz Vitrac-en-Viadène – powstała nowa gmina Argences en Aubrac. W 2013 roku populacja Lacalm wynosiła 194 mieszkańców. 